# 福基爾縣 (維吉尼亞州)
福基爾县（英語：Fauquier County）是美國維吉尼亞州北部的一個縣，西界拉帕漢諾克河。面積1,687平方公里。根據美國2000年人口普查，共有人口55,139人。縣治沃倫敦（Warrenton）。
福基爾縣成立於1758年9月14日。縣名紀念殖民地時期的副總督法蘭西斯·福基爾。